# Стационе Росано (Виченца)
Стационе Росано је насеље у Италији у округу Виченца, региону Венето.
Према процени из 2011. у насељу је живело 250 становника. Насеље се налази на надморској висини од 78 м.